# حمض الإينوسينيك
حمض الإينوسينيك أو إينوسين أحادي الفوسفات (بالإنجليزية: Inosinic acid)‏ هو نيوكليوسيد أحادي الفوسفات، يستخدم بكثرة كمحسن نكهات، حيث يستحضر عادة من منتجات الدجاج الثانوية أو مخلفات صناعة اللحوم الأخرى، حمض الإينوسينيك مهم لعملية الأيض وهو ريبونوكليوتيد الهيبوزانتين وأول نوكليوتيد يتشكل أثناء اصطناع البيورين. يتكون بنزع أمين الأدينوسين أحادي الفوسفات وتتم حلمأته للإينوسين. الـ(IMP) ريبونوكليوتيد أحادي الفوسفات مركب وسيط في أيض البيورين. يقوم الأنزيم بيرو-فوسفو-هيدرولاز ريبونوكليوسيد منقوص الأكسجين ثلاثي الفوسفات المشفر بواسطة YJR069C  في فطريات الخميرة والذي يحتوي على نشاطات (d)ITPase و(d)XTPase بحلمـأة الإينوسين ثلاثي الفوسفات منتجا ثنائي الفوسفات والإينوسين أحادي الفوسفات.
```
مشتقات حمض الإينوسينيك المهمة تشمل نوكليوتيدات البيورين الموجودة في 
الأحماض النووية
 
والأدينوسين ثلاثي الفوسفات
 الذي يستخدم لتخزين الطاقة الكيميائية في العضلات ومختلف الأنسجة الأخرى.
```

في صناعة الأغذية يستخدم حمض الإينوسينيك وأملاحه مثل إينوزينات ثنائية الصوديوم كمحسنات نكهات.